# 科氏花鱂
科氏花鱂，為輻鰭魚綱鯉齒目鯉齒亞目花鳉科的其中一種，分布於南美洲委內瑞拉的淡水流域，體長可達4.3公分，屬雜食性，生活習性不明。

## 擴展閱讀
維基物種上的相關：科氏花鱂